# Paz le pingouin
 (septembre 2019).
Si vous disposez d'ouvrages ou d'articles de référence ou si vous connaissez des sites web de qualité traitant du thème abordé ici, merci de compléter l'article en donnant les références utiles à sa vérifiabilité et en les liant à la section « Notes et références ».
Paz le pingouin (The Paz Show) est une série télévisée d'animation britanno-américaine en 80 épisodes de 8 minutes produits par Telescreen BV, Egmont Imagination, King Rollo Films et Discovery Kids et diffusée ente le 24 février 2003 et le 25 novembre 2006 sur TLC dans le bloc de programmation Ready Set Learn! (en).

## Synopsis
Un pingouin nommé Paz est toujours plein d’idées. Avec ses amis Rose, Flocon et Truffe, Paz peut faire tout ce qu'il veut.

## Voix
- Aurélien Ringelheim : Paz
- Ioanna Gkizas : Flocon
- Fabienne Loriaux : Maman pingouin
- Thierry Janssen : Truffe
- Patrick Donnay : Papi pingouin

## Liste des épisodes
| Saison | Saison | Épisode | États-Unis      | États-Unis       |
| Saison | Saison | Épisode | Début de saison | Fin de saison    |
| ------ | ------ | ------- | --------------- | ---------------- |
|        | 1      | 80      | 24 février 2003 | 25 novembre 2006 |